# Sự dai dẳng của ký ức

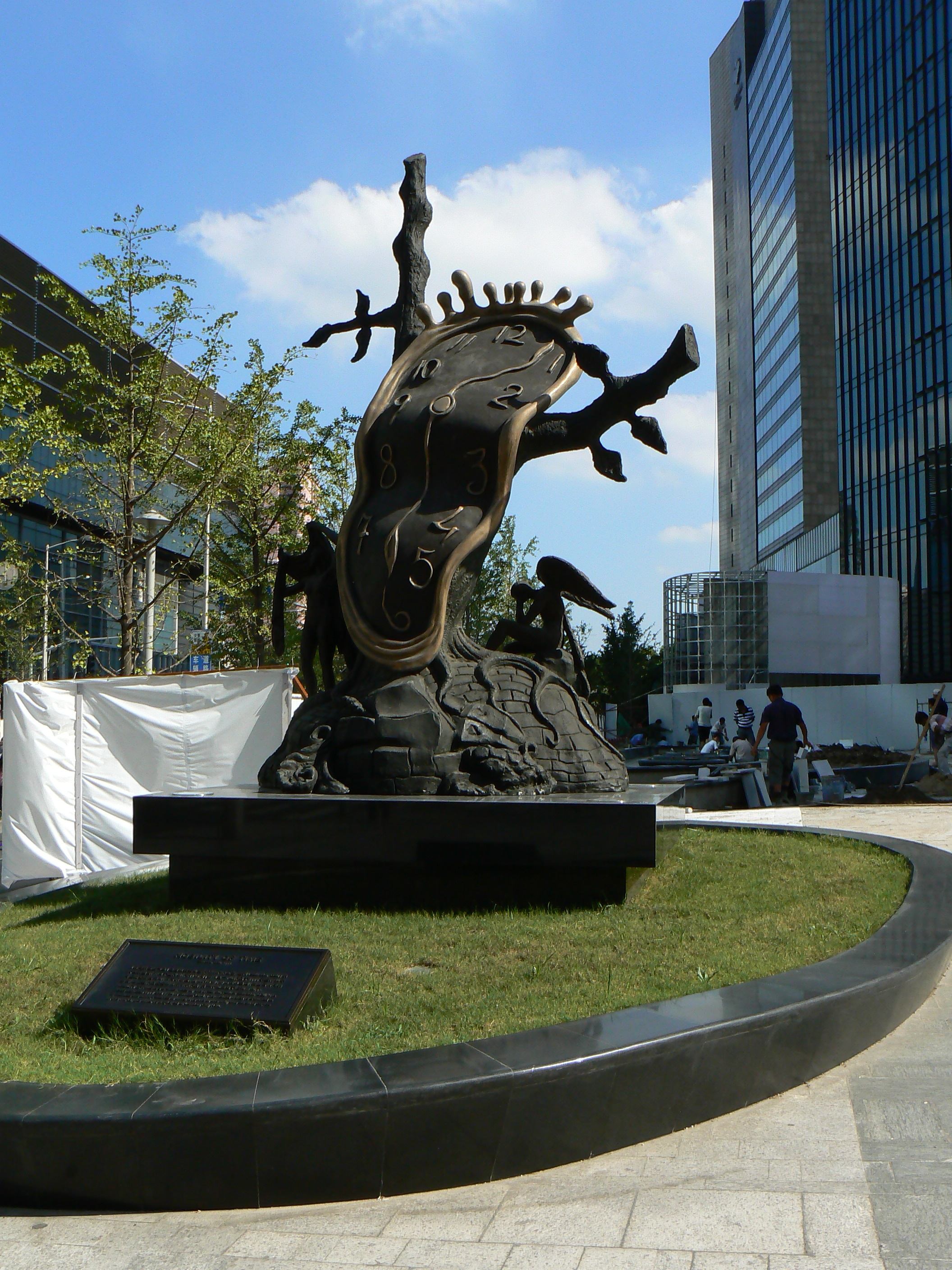
Công trình nghệ thuật tái hiện bức tranh ở Thượng Hải

Sự dai dẳng của ký ức (tên gốc tiếng Catalunya: La persistència de la memòria, tiếng Anh: The Persistence of Memory) là tác phẩm tranh sơn dầu tiêu biểu của họa sĩ người Tây Ban Nha, Salvador Dalí. Bức tranh được Dalí sáng tác năm 1931 và được trưng bày lần đầu tiên trong phòng triển lãm của Julien Levy năm 1932; đến năm 1934, tranh được đưa vào bộ sưu tập của Bảo tàng Nghệ thuật Hiện đại (MoMA) tại thành phố New York.

## Miêu tả
Tác phẩm thuộc trường phái siêu thực khắc họa hình ảnh của những chiếc đồng hồ quả quýt đang tan chảy, thể hiện quan điểm của Dalí về sự "mềm mại" và "cứng rắn", những yếu tố mà nhà họa sĩ đương thời bận tâm. Sử gia nghệ thuật Dawn Adès viết, "những chiếc đồng hồ là biểu trưng không rõ ràng về thuyết tương đối không gian - thời gian, là quan điểm siêu thực về sự sụp đổ các khái niệm trong một trật tự vũ trụ cố định". Adès cho rằng Dalí đang quan sát thế giới bằng việc thấm nhuần thuyết tương đối hẹp của Albert Einstein. Tuy nhiên, khi giải đáp thắc mắc trong một buổi trao đổi với nhà hóa học Ilya Prigogine, Dalí cho biết chúng không phải lấy cảm hứng từ thuyết tương đối, mà chỉ là từ những nhận biết thực tế khi ông quan sát một miếng pho mát Camembert tan chảy dưới ánh nắng.

### Phong cảnh
Dãy núi ở xa bên phải tượng trưng cho bán đảo Cap de Creus phía đông bắc Catalunya, một yếu tố dễ bắt gặp trong tranh của Dalí khi ông thường mang những nét quê hương vào các tác phẩm của mình. Bóng tối bao trùm lên nền tranh cũng chính là bóng của đỉnh Mount Pani nơi ông sinh sống.